# Werner Schilling (Physiker)
Werner Schilling (* 16. Juni 1931 in München; † 26. Juli 2019 in Jülich) war ein deutscher Physiker, der sich mit experimenteller Festkörperphysik befasste.

## Leben und Wirken
Schilling wurde 1957 in München promoviert (Die Bildungswärmen im flüssigen System Wismut-Cadmium und im festen System Silber-Aluminium) und habilitierte sich 1963 an der TH München (Sättigungserscheinungen der Defekterzeugung durch Bestrahlung bei tiefen Temperaturen). Danach war er am Institut für Reaktorwerkstoffe der Kernforschungsanlage Jülich. und wurde 1969 außerplanmäßiger und 1972 ordentlicher Professor für Experimentalphysik an der RWTH Aachen und war am damaligen Institut für Festkörperforschung (IFF) des Forschungszentrums Jülich.
Er befasste sich unter anderem mit Fehlstellen und deren Bildung, Zwischengitteratomen in Metallen und mit Selbstdiffusion. Er baute eine Tieftemperatur-Bestrahlungsanlage für Materialtests, die am Reaktor in Garching installiert war.
Schilling war ab 1983 korrespondierendes Mitglied der Akademie der Wissenschaften zu Göttingen.

## Schriften (Auswahl)
- Fehlordnung in Kristallen, in: Bergmann-Schaefer Lehrbuch der Experimentalphysik, Band 6, De Gruyter 2005
- Werner Buckel: Aktuelle Probleme der Supraleitung / Werner Schilling: Zwischengitteratome in Metallen, Rheinisch-Westfälische Akademie der Wissenschaften, Vorträge N 241, Westdeutscher Verlag Opladen 1974
- mit P. Ehrhart, H.-G. Haubold: Investigation of Point Defects and their Agglomerates in Irradiated Metals by Diffuse X-Ray Scattering, in: Hans-Joachim Queisser (Hrsg.), Festkörperprobleme XIV, Vieweg 1974, S. 87–110